# Castello del Louvre
Il Castello del Louvre era un castello fatto costruire da Filippo II di Francia per rinforzare la difesa delle mura che egli aveva fatto costruire attorno alla capitale, Parigi. Venne successivamente demolito in diversi stadi per fare spazio all'attuale Palazzo del Louvre. Era posto sulla riva destra della Senna.

## La fortezza

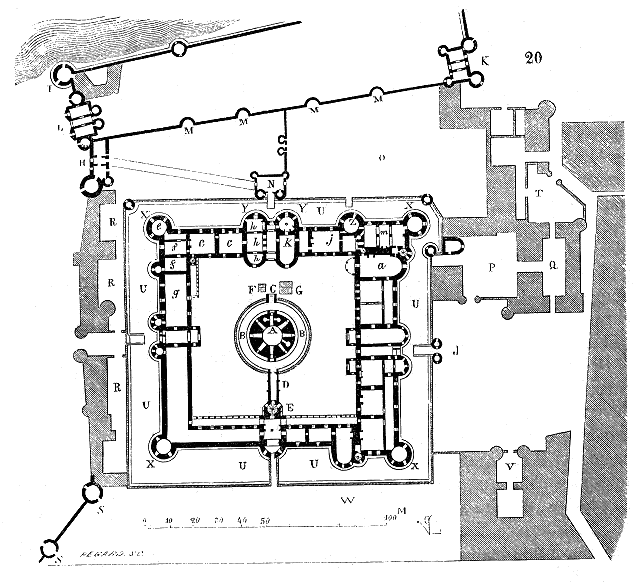
Mappa del castello del Louvre sotto Carlo V (r. 1364–1380), ricostruita in un disegno del 1856. La mappa presenta il sud (e la Senna) in alto all'immagine.

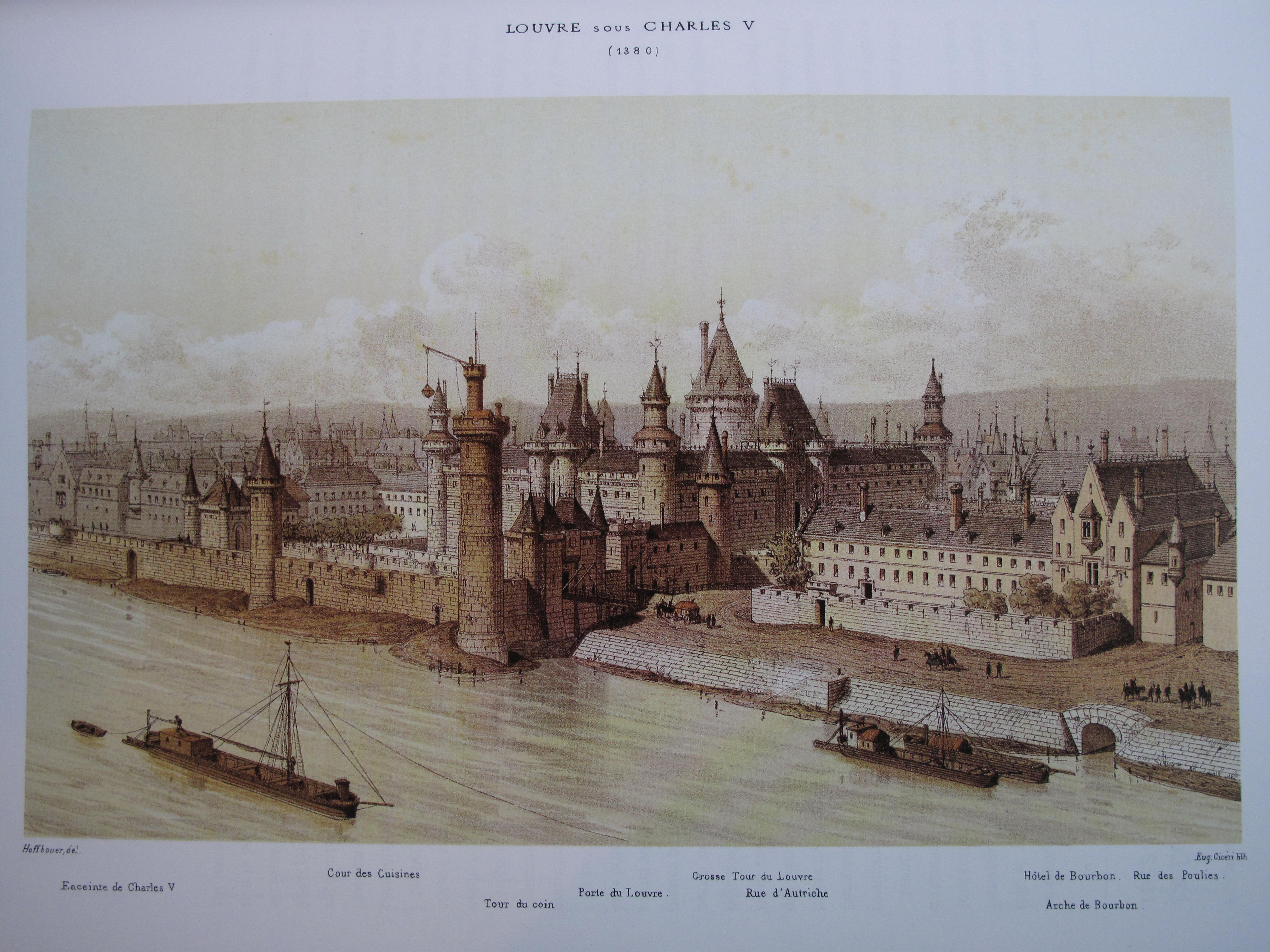
Il Louvre nel 1380 (sotto Carlo V) come immaginato nel 1885.

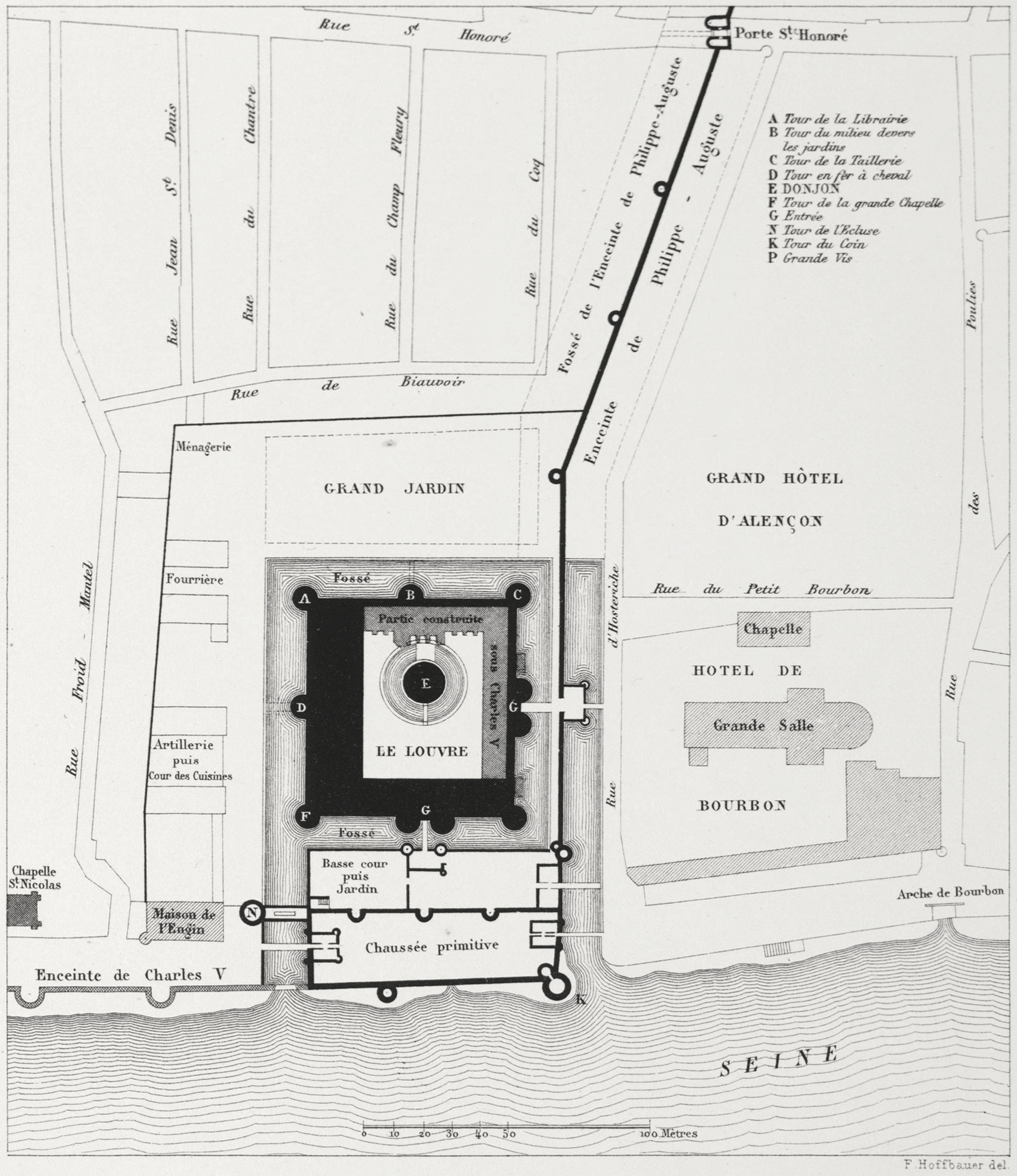
Mappa del 1880 del castello del Louvre come doveva apparire nel 1380 dopo la costruzione delle mura di Carlo V.

Prima della sua partenza per la terza crociata nel 1190, Filippo II volle proteggere Parigi, la capitale del suo regno, da future invasioni. In particolare, egli intendeva difendere Parigi dai soldati inglesi che ancora stazionavano in Normandia. Filippo II era inoltre alla ricerca di un luogo ove custodire al sicuro i suoi tesori e i suoi archivi. Questi archivi erano già andati perduti nella battaglia di Fréteval del 1194 contro Riccardo Cuor di Leone e il sovrano li aveva pazientemente ricostruiti, motivo per cui non intendeva perderli nuovamente.
Egli ordinò la costruzione di un sistema di mura che portano il suo nome attorno a Parigi tra il 1190 ed il 1209 sulla riva destra della Senna e tra il 1200 ed il 1215 sulla riva sinistra, meno esposta. Il castello del Louvre si trovava ad ovest, ed i soldati inglesi che occupavano la Normandia a meno di 100 chilometri di distanza. Uno dei motivi per difendere la capitale era la passata invasione vichinga dell'845 che fu quasi sul punto di distruggere la città.
Il castello era composto da una fortezza quadrata di 78 m x 72 m, circondata da un fossato largo dieci metri alimentato dall'acqua della Senna. Le mura sul lato ovest, di guardia alla campagna, erano più spesse e senza porte se comparate alle altre mura perché dovevano difendere un'area più esposta. Il perimetro era rinforzato da dieci torri difensive e altre si trovavano agli angoli del castello. Lo stato tra le torri non poteva mai essere superiore a 25 metri, ovvero la distanza effettiva corrispondente ad una freccia scoccata da un arco all'epoca. Queste erano costellate di balestriere per difendere i bastioni. Il castello aveva due entrate, con la principale verso il fronte della Senna e la secondaria, più piccola, ad est, verso la città. I portali erano protetti da ponti levatoi con torri. Due altre strutture ospitavano la guarnigione e l'arsenale.
Una prigione chiamata Grosse Tour (Grande Torre in francese) venne costruita nel 1200 al centro del cortile. Essa era una torre circolare del diametro di 15,6 metri e dell'altezza di 30 metri con uno spessore di muri alla base di 4,25 metri. Il tutto era circondato da un fossato di 9 metri di lunghezza e 6 di profondità. Questo fossato non era ripieno d'acqua, ma era pavimentato con pietre di forma irregolare. I tetti erano corredati da piombatoie. Il castello era dotato anche di un pozzo e di una cappella, il tutto per sopperire a lunghi periodi di assedio.
Filippo Augusto scelse di costruire il castello in forma circolare anziché squadrata per ragioni militari, dal momento che i pionieri nemici avrebbero potuto scalare meno facilmente una torre cilintrica.
La fortezza aveva inizialmente la funzione di rifugio militare per il re. Ad ogni modo, essa accoglieva fondamentalmente il tesoro reale e gli archivi e tale rimase sino a Filippo il Bello. Fu utilizzata anche come prigione sino al XIV secolo. Tra i prigionieri di rilievo che qui vennero incarcerati si ricorda Ferdinando del Portogallo, conte di Fiandra, sconfitto e catturato nella battaglia di Bouvines del 1214, che qui rimase per tredici anni.
Il castello era un tipico esempio di architettura filippiana.

## Residenza reale

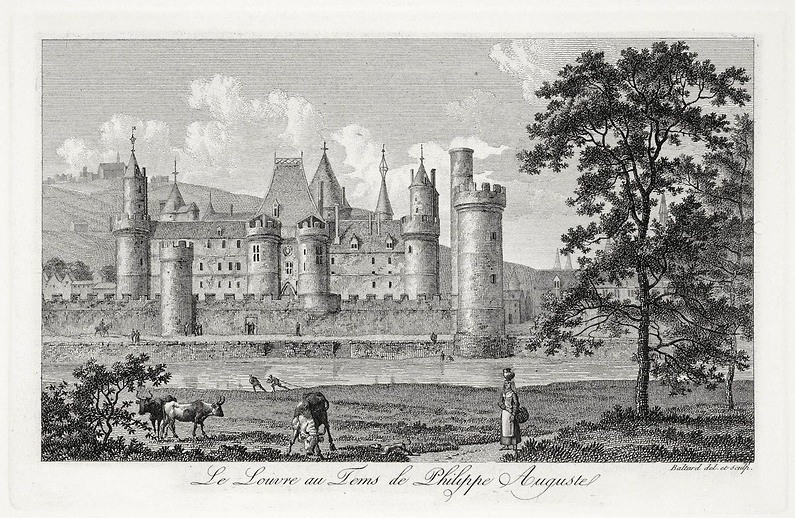
Il castello visto da sud con la Senna attorno all'anno 1200, da uno schizzo del 1800.

Per ordine di Luigi IX di Francia, il castello venne ingrandito e vennero aggiunte nuove stanze senza più propositi difensivi tra cui la Salle Saint-Louis nel 1230–1240.
Durante il regno di Carlo V di Francia (r. 1364-1380), Parigi si estese oltre le mura di Filippo II. Il sovrano costruì una nuova cinta muraria per includere queste nuove aree, tra le quali figurava anche il castello. Re Carlo decise di sacrificare il ruolo di alcune strutture militari per rendere il castello più facilmente abitabile e sicuro, rendendolo così una vera e propria residenza reale. Il re era particolarmente preoccupato per la sicurezza sua e della sua famiglia dopo la rivolta del 22 febbraio 1358, guidata da Étienne Marcel, il capo della gilda dei mercanti, che minacciò il re nel Palais de la Cité. Questo graduale cambiamento portò il castello a perdere gran parte dei propri propositi originali in campo militare.
L'architetto del re, Raymond du Temple, vi aggiunse delle torri, delle statue e nuove superfici abitabili, oltre a nuove aperture seppur strette. Carlo V di Francia convertì la torre nord, nota come Torre della Falconeria, in Biblioteca Reale, con 900 manoscritti antichi.
La miniatura Très Riches Heures du Duc de Berry mostra il castello del Louvre all'epoca, dando un'idea generale dell'aspetto della fortezza, pur mutata con abbellimenti e decorazioni che erano stati aggiunti proprio a partire dal Trecento.
Durante la Guerra dei Cent'anni, i soldati inglesi comandati da Enrico V d'Inghilterra, alleato dei borgognoni che controllavano Parigi, entrarono in città. Nel dicembre del 1420, gli inglesi occuparono il castello del Louvre senza colpo ferire. Rimasero a Parigi sino al 1436.

## La progressiva demolizione del complesso e laCour Carrée

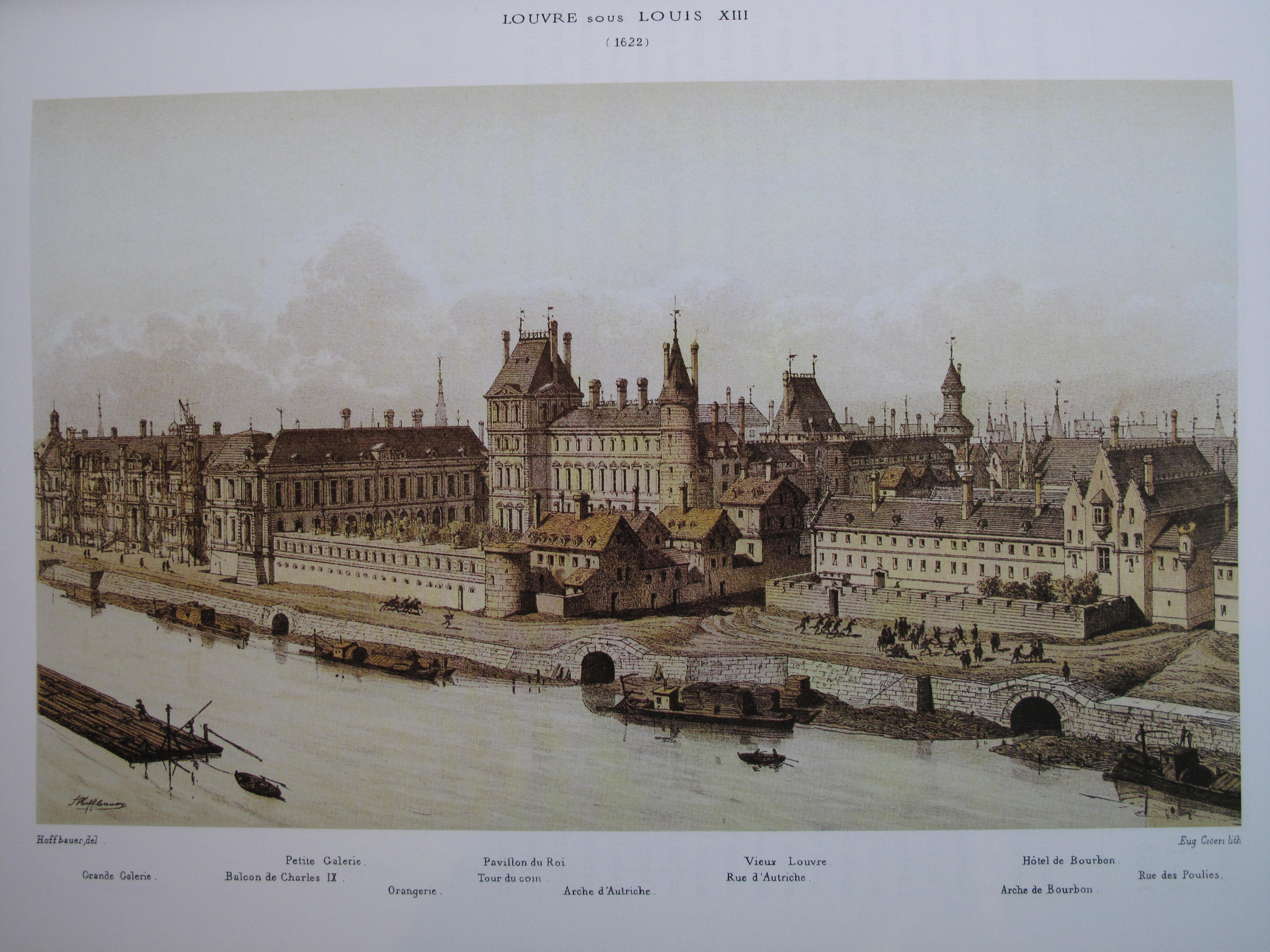
Il Louvre nel 1622. Si noti l'aspetto mezzo medievale e mezzo rinascimentale.

Nel 1525, Francesco I di Francia venne sconfitto a Pavia e fatto prigioniero. Durante la sua prigionia, la corte interferì con le decisioni del re utilizzando il proprio droit de remontrance ("diritto alla rimostranza"). Il re dovette emettere un lit de justice il 24, 26 e 27 luglio del 1526 per ribadire la propria autorità e decise per questo di tornare in patria e fare del castello del Louvre la propria residenza principale, per meglio controllare Parigi. Come simbolo della propria ritrovata autorità, ordinò la demolizione delle antiche carceri nel 1528 per costruirvi un palazzo in stile rinascimentale italiano. Nel 1546, incaricò l'architetto Pierre Lescot di costruire un palazzo moderno nello spirito dell'architettura rinascimentale, con un grande hôtel particulier e stanze cerimoniali. Dopo la morte di Francesco I nel 1547, suo figlio Enrico II di Francia continuò il lavoro di Pierre Lescot. Tra il dicembre del 1546 ed il marzo del 1549, fece abbattere le mura ad ovest per costruirvi una sala da ballo e la parte sud per accogliere il padiglione reale (1553–1556), il quale ospitò gli appartamenti reali ed una piccola galleria.
Dopo la morte di Enrico II, la sua vedova Caterina de' Medici continuò lo sviluppo dell'ala sud degli appartamenti. Dal 1564 in poi, diede ad ogni modo priorità alla costruzione del Palazzo delle Tuileries e del suo giardino.
Sotto Enrico III di Francia, il Louvre divenne uno spazio per la corte, un luogo di intrattenimento ed anche sede di una serie di importanti eventi storici come ad esempio il matrimonio tra Enrico IV di Francia e Margherita di Valois che portò poi alla notte di San Bartolomeo nel 1572.
Durante il suo regno, Enrico IV diede l'ordine di distruggere gli ultimi elementi medievali presenti nell'ala sud, incluso il fossato, per costruire la Grande Galerie per connettere il Louvre alle Tuileries. Questa venne completata nel 1610. Egli iniziò inoltre la costruzione della Cour Carrée sulla base della già esistente ala Lescot. La superficie era quattro volte più grande rispetto all'originale corte medievale. Vennero distrutte anche altre costruzioni accessorie nel piazzale. Questo progetto, chiamato le Grand Dessein ("il Gran Disegno"), aveva anche la funzione militare di stabilire un passaggio coperto tra il Louvre e le Tuileries al di fuori delle mura della città. Enrico IV creò questo lungo percorso che poteva essere corso anche a cavallo in caso di rivolta.
Per recuperare appieno il proprio potere, il 24 aprile 1617, il giovane Luigi XIII di Francia fece uccidere Concino Concini, il favorito di sua madre Maria de' Medici, proprio sull'entrata del castello.
Luigi XIII fece demolire la parte nord di mura del castello per estendervi l'ala Lescot e dare simmetria al complesso. La parte est venne demolita da Luigi XIV per permettere la costruzione del colonnato del Louvre.

## I resti

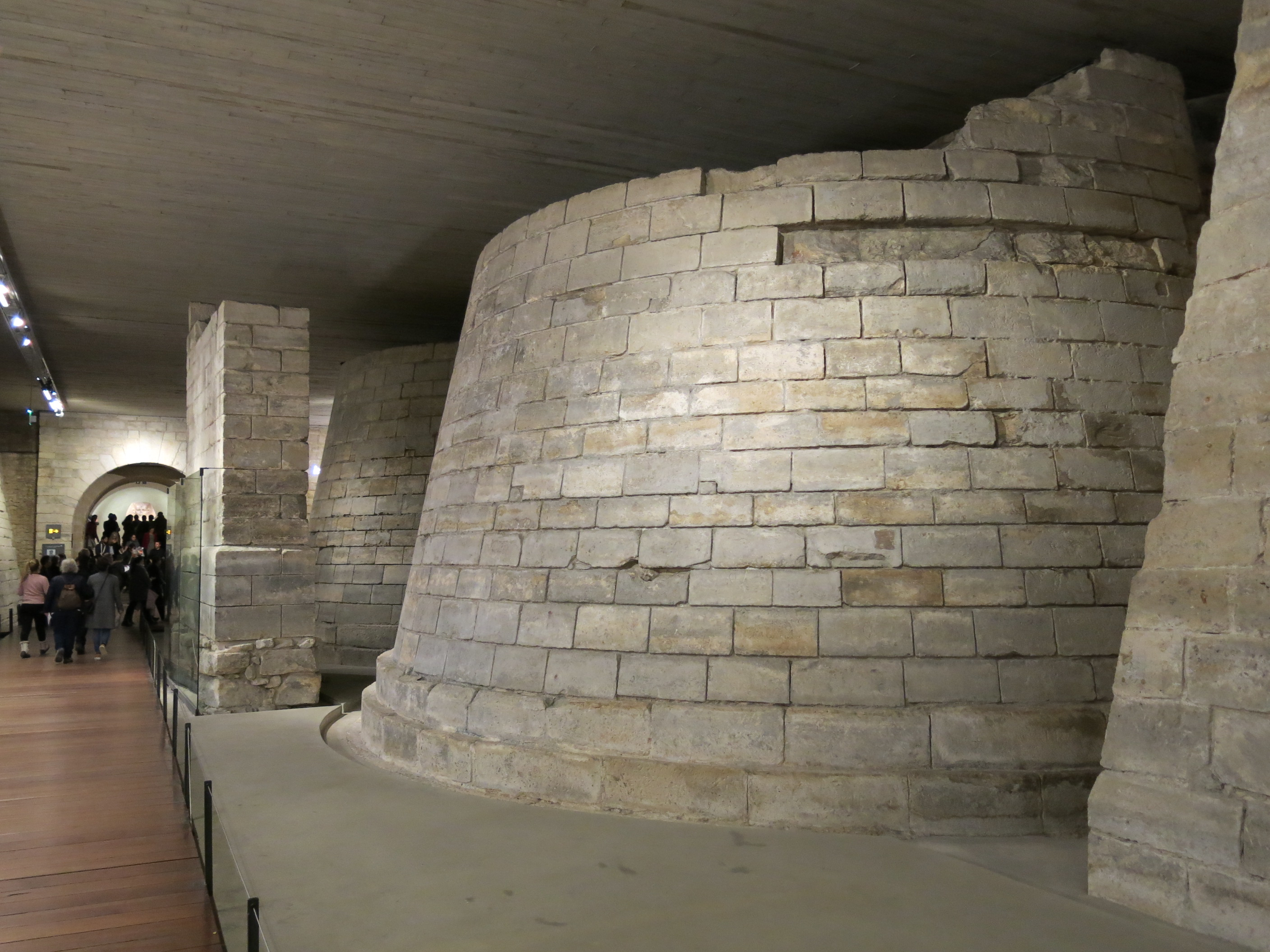
Uno dei muri del castello conservati nel reparto medievale del Louvre. Questo muro era posto a fronte della città e supportava il ponte levatoio, l'entrata principale al Louvre.

Nel corso del XIX secolo, vennero ritrovate le prigioni, assieme a due dei quattro muri che non vennero mai completamente demoliti, oltre alle pietre usate per riempire il fossato in preparazione della costruzione del palazzo del Louvre.
Durante la costruzione del Museo de Louvre, le parti ritrovate del castello medievale vennero ripulite e un'ulteriore campagna di scavi trovò anche una serie di oggetti di vita comune. Tali aree sono oggi accessibili al pubblico con un percorso dedicato nel museo chiamato Louvre Medieval.